# Poços de Caldas

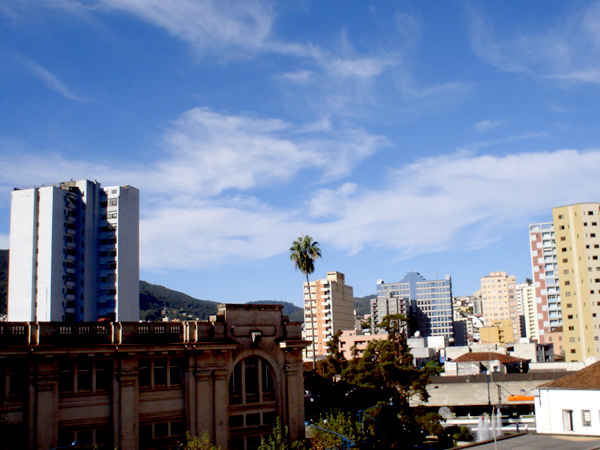
La ciutat de Poços de Caldas.

Poços de Caldas és una ciutat de l'estat brasiler de Minas Gerais. La seva població estimada el 2007 era de 144 386 habitants. La seva àrea total és 544,4 km². La ciutat té un conjunt de balnearis d'aigües tèrmiques dintre del cràter d'un volcà extint.